# Susanne Hahn
Susanne Hahn, geborene Susanne Ritter (* 23. April 1978 in Hildesheim), ist eine ehemalige deutsche Leichtathletin, welche sich auf den Langstreckenlauf spezialisiert hat. Sie nahm zweimal für Deutschland an den Olympischen Spielen teil und ist sechsmalige deutsche Meisterin.

## Werdegang
Susanne Ritter, wie sie damals noch hieß, wuchs in Barienrode bei Hildesheim auf. Sie startete von 2005 bis 2014 für den SV Saar 05 Saarbrücken und ist mit ihrem Trainer, dem Berufssoldaten Frank Hahn verheiratet.
Seit 2024 gehört Susanne Hahn dem LAV 23 Meckenheim an.

### Europameisterschaften 2006
2005 gewann sie beim Bonn-Marathon den Halbmarathonwettbewerb in 1:14:15 h und den Bietigheimer Silvesterlauf.
Im Januar 2006 lief sie auf einer schwierigen Halbmarathonstrecke in Egmond 1:14:21 h, und im Februar verbesserte sie beim niederländischen Straßenlauf Groet uit Schoorl Run ihre 10-km-Zeit auf 32:48 min. Eine Woche später gewann sie den Eurocross in Diekirch/LUX, im März holte sie in Regensburg bei den Deutschen Meisterschaften im Crosslauf ihren bereits fünften nationalen Titel. Beim Rotterdam-Marathon, ihrem Debüt über diese Strecke, wurde sie mit einer Zeit von 2:32:34 h Vierte. Damit hatte sie auf Anhieb die Qualifikationsnorm für den Marathon der Europameisterschaften 2006 in Göteborg geschafft, bei dem sie in der Einzelwertung Platz 14 belegte und in der Team-Wertung (Europacup) die Bronzemedaille gewann. Im September wurde sie deutsche Vizemeisterin im 10-km-Straßenlauf in Regensburg.
Im Jahr 2007 verfehlte sie als Sechste des Paris-Marathons mit 2:33:25 h zwar knapp die Weltmeisterschaftseinzelnorm, wurde aber für das bei den Weltmeisterschaften 2007 in Ōsaka antretende Marathonteam des Deutschen Leichtathletik-Verbandes nominiert. Nachdem Ulrike Maisch und Luminita Zaituc nicht antreten konnten, war Susanne Hahn neben Melanie Kraus die einzige deutsche Starterin und belegte den 43. Platz. Bei den kurz danach in Mannheim stattfindenden Deutschen Meisterschaften über 10 km wurde sie Dritte.

### Olympische Spiele 2008
2008 wurde sie deutsche Vizemeisterin im Crosslauf (Ohrdruf), erzielte als Zweite des City-Pier-City Loop Den Haag/NL über die Halbmarathondistanz eine neue Bestzeit in 1:11:28 h und wurde anschließend im März Deutsche Meisterin im Halbmarathon in Calw.
Im April stellte Susanne Hahn in Oberhausen eine neue Bestzeit über 5000 Meter mit 15:43,4 min. auf. Eine Woche später gewann sie den Gutenberg-Marathon in Mainz in neuer Streckenrekordzeit von 2:29:35 h, was erneut eine persönliche Bestzeit, den Deutschen Meistertitel und die Qualifikation für die Olympischen Spiele in Peking bedeutete. Nachdem Irina Mikitenko verletzt absagte, war Susanne Hahn neben Melanie Kraus die einzige deutsche Starterin beim Marathon der Olympischen Spiele in Peking. Bei Kilometer 25 setzten schwere Magenprobleme ein; dennoch kämpfte sie sich durch und belegte schließlich den 52. Platz in 2:38:31 h. Bei den Deutschen Meisterschaften im 10 km-Straßenlauf in Karlsruhe im September wurde sie Dritte.

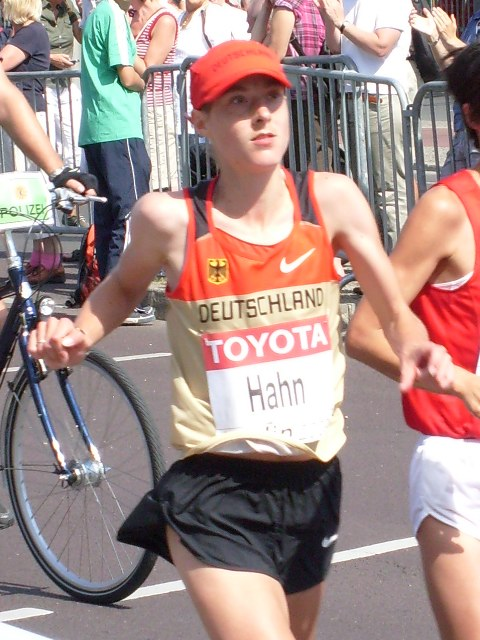
Susanne Hahn bei den Weltmeisterschaften 2009 in Berlin

2009 gewann sie den 10-km-Straßenlauf Rund ums Bayerkreuz in Leverkusen in neuer persönlicher Bestzeit von 32:28 min. Bei den Deutschen Meisterschaften im Crosslauf belegte sie den zweiten Platz hinter Sabrina Mockenhaupt. Außerdem siegte sie im Halbmarathonrennen des Paderborner Osterlaufs. Im Mai gewann sie den Düsseldorf-Marathon. Mit ihrer Siegerzeit von 2:29:26 h unterbot sie nicht nur ihre bisherige Bestleistung, sondern erfüllte auch die Qualifikationsnorm für die Weltmeisterschaften in Berlin. Dort belegte sie in 2:38:39 h den 34. Platz. Drei Wochen später wurde sie in Otterndorf Deutsche Meisterin im 10-km-Straßenlauf.
2010 legte sie eine Babypause ein und ihr Sohn kam im August zur Welt. Im Oktober wurde sie als Athletensprecherin ins Präsidium des Deutschen Leichtathletik-Verbandes berufen. Dieses Amt bekleidete sie bis zum Februar 2012.
2011 startete sie erfolgreich ihr Comeback. Im April wurde sie bei den Deutschen Meisterschaften im Halbmarathon in Griesheim Zweite in 1:14:23 h und im September bei den Deutschen Meisterschaften über 10 km in Oelde ebenfalls Zweite in 33:39 min. Im Oktober siegte beim Münchner Halbmarathon in 1:13:00 h. Drei Wochen später unterbot sie beim Frankfurt-Marathon mit 2:28:49 h nicht nur ihre bisherige Bestleistung, sondern erfüllte auch die Qualifikationsnorm für die Olympischen Spiele 2012 in London.

### Olympische Spiele 2012
2012 gewann sie erneut den 10-km-Straßenlauf Rund ums Bayerkreuz in Leverkusen und wurde bei den Deutschen Meisterschaften im Halbmarathon in Griesheim Zweite in 1:13:45 h hinter der zwei Wochen später bei einer Dopingkontrolle positiv getesteten Simret Restle-Apel. Im Juli erzielte Susanne Hahn bei The Classic Tessenderlo in Belgien eine neue persönliche Bestleistung über 10 km mit 32:12 min. Bei den Olympischen Spielen 2012 in London belegte sie mit einer Zeit von 2:30:22 h Platz 32. Zwei Monate später gewann sie den München Marathon in 2:32:11 h und holte sich den Titel der Deutschen Meisterin im Marathonlauf 2012.
2013 erfolgte die zweite Babypause und im Juli kam ihr zweiter Sohn zur Welt.
2014 gewann sie zum vierten Mal den 10-km-Straßenlauf Rund ums Bayerkreuz in Leverkusen in 34:04 min. Im April wurde sie Deutsche Meisterin im Halbmarathon in Freiburg in 1:14:29 h. Susanne Hahn erklärte im September 2014 im Alter von 36 Jahren ihren Rücktritt vom Leistungssport. 2015 kam ihr dritter Sohn zur Welt.
Hahn läuft auch nach ihrem Rücktritt weiterhin regelmäßig und startete 2018 bei den Deutschen Halbmarathon-Meisterschaften; dort wurde sie Sechste in der Gesamtwertung und konnte sich den Titel in der Altersklasse W40 sichern. 2019 gewann die den Titel bei den Deutschen Meisterschaften über 10 km in Siegburg in der Altersklasse W40.
2023 gründete sie mit den Leichtathletikverein LAV 23 Meckenheim, bei dem sie auch als Trainerin tätig ist.

## Privates
Hahn studierte nach einem Auslandsjahr in Norwegen Deutsch und Latein auf Lehramt sowie Skandinavistik an der Universität Bonn. Sie legte 2005 das erste Staatsexamen ab, ging aber nie dem Lehrberuf nach. 2024 arbeitete sie als Lektorin. Hahn lebt mit ihrer Familie in Meckenheim.

## Soziales Engagement
Seit Mai 2012 ist die deutsche Langstreckenläuferin offizielle Botschafterin der SOS-Kinderdörfer und ging bei mehreren Laufveranstaltungen für die Hilfsorganisation an den Start.